# Wietse van Alten
Wietse Cornelis van Alten (Zaandam, 24 de septiembre de 1978) es un deportista neerlandés que compitió en tiro con arco, en la modalidad de arco recurvo.
Participó en dos Juegos Olímpicos de Verano, obteniendo una medalla de bronce en Sídney 2000, en la prueba individual, y el quinto lugar en Atenas 2004 (equipo).
Ganó cuatro medallas en el Campeonato Europeo de Tiro con Arco al Aire Libre entre los años 2000 y 2008, y una medalla de plata en el Campeonato Europeo de Tiro con Arco en Sala de 2000.

## Palmarés internacional
| Juegos Olímpicos                 | Juegos Olímpicos   | Juegos Olímpicos  | Juegos Olímpicos |
| Año                              | Lugar              | Medalla           | Prueba           |
| -------------------------------- | ------------------ | ----------------- | ---------------- |
| 2000                             | Sídney (Australia) | Medalla de bronce | Individual       |
| Campeonato Europeo al Aire Libre |                    |                   |                  |
| Año                              | Lugar              | Medalla           | Prueba           |
| 2000                             | Antalya (Turquía)  | Medalla de plata  | Equipo           |
| 2002                             | Oulu (Finlandia)   | Medalla de plata  | Equipo           |
| 2004                             | Bruselas (Bélgica) | Medalla de oro    | Equipo           |
| 2008                             | Vittel (Francia)   | Medalla de bronce | Equipo           |
| Campeonato Europeo en Sala       |                    |                   |                  |
| Año                              | Lugar              | Medalla           | Prueba           |
| 2000                             | Spała (Polonia)    | Medalla de plata  | Individual       |